# Проект «Чаган»

Испытание 1004 — первый советский термоядерный взрыв в интересах народного хозяйства

Прое́кт «Чага́н» («Испытание 1004») — первый советский промышленный термоядерный взрыв.
Он состоялся 15 января 1965 года на территории Семипалатинского испытательного полигона (площадка Балапан), Казахстан, в 100 км к юго-западу от Семипалатинска.
Взрыв был произведен в скважине диаметром около 700 мм.

## Предыстория
В марте 1962 года министр среднего машиностроения Е. П. Славский получил доклад физиков-ядерщиков Юрия Бабаева и Юрия Трутнева «О необходимости развёртывания работ по изучению возможностей использования атомных и термоядерных взрывов в технических и научных целях». Каждый пункт программы был подробно расписан и производил очень реалистичное впечатление. Славский с энтузиазмом поддержал отчёт Трутнева и Бабаева, и в 1962 году в Советском Союзе была запущена широкомасштабная программа «мирных атомных взрывов». В ней было задействовано более десятка министерств: Минсредмаш, Мингазпром, Миннефтепром, Минугольпром, Минэнерго, Минцветмет, Минводхоз и другие, по заказам которых производились взрывы.
По замыслу советских учёных воронки от ядерных взрывов на выброс могли бы служить очень удобными водохранилищами: в таких резервуарах аккумулировались бы весенние стоки, а небольшое зеркало испарения и оплавленное дно позволило бы сохранять воду для нужд орошения, скотоводства, предотвратить засоление территорий и так далее. Для Казахстана планировалось создать с помощью ядерных взрывов на выброс около 40 искусственных водоёмов общим объёмом 120—140 млн м³.
Руководителем проекта «Чаган» был назначен физик Иван Турчин, опытный испытатель Всесоюзного научно-исследовательского института экспериментальной физики (ВНИИЭФ).
Для осуществления проекта необходимо было выполнить «чистый» ядерный заряд со сниженными показателями остаточного загрязнения местности.
Создание этого заряда проводилось на конкурсной основе, было представлено две разработки:
- проект НИИ-1011, который при испытаниях не показал требуемой энергоэффективности.
- проект КБ-11, испытания которого прошли успешно.

Испытания прошли в 1964 году на Семипалатинском полигоне, был выбран к реализации проект КБ-11.
Работа по созданию этого заряда была выполнена коллективом специалистов: Ю. А. Трутнев, В. С. Лебедев, В. Н. Мохов, В. С. Пинаев.

## Взрыв
Проект «Чаган» задумывался как аналогичный американскому проекту Sedan — 104-килотонному термоядерному взрыву на выброс, произведённому 6 июля 1962 года на испытательном полигоне в штате Невада (это был первый в мире промышленный ядерный взрыв). Однако при создании термоядерного заряда специалисты ВНИИЭФ добились более высокого уровня его «чистоты» — 94 % против 70 % устройства Sedan. Это означало, что 94 % энергии взрыва обеспечивалось реакциями термоядерного синтеза, не дающими радиоактивных продуктов.
Мощность взрывного устройства была около 140 килотонн (точных данных о мощностях мирных ядерных и термоядерных взрывов нет, они приближённые, мощность взрывов не измерялась, а оценивалась), он был одним из самых мощных мирных взрывов, осуществлённых как в СССР, так и в мире.
Ядерное взрывное устройство (ЯВУ) проекта «Чаган» внешне представляло собой цилиндрический контейнер диаметром 86 сантиметров и длиной 3 метра.
Это и другие ЯВУ для мирных взрывов изготавливались такими, чтобы минимизировать загрязнение окружающей среды радионуклидами.
ЯВУ было заложено в пойме реки Чаган, в скважине № 1004 на глубине 178 метров. Утром 15 января 1965 года, в 5 часов 59 минут 59 секунд по Гринвичу заряд был взорван. Через 2,5 секунды после детонации начало формироваться облако из раскалённых газов, через 5 минут оно достигло высоты 4800 метров. Взрыв выбросил 10,3 млн тонн грунта на высоту 950 м, образовав воронку диаметром 430 м и глубиной 100 м. Обломки скальных пород весом в тысячи тонн и земля перекрыли русло реки. «Такого красивого зрелища от ядерного взрыва я ранее не видел, хотя и повидал немало ядерных взрывов в воздухе», — вспоминал впоследствии Турчин. Вопреки распространённому мнению, взрыв «Чаган» не нарушал ратифицированный в 1963 году Договор о частичном запрещении ядерных испытаний, так как последний запрещал проведение испытаний во всех средах, кроме подземной[уточнить].

## Радиоактивное загрязнение
Имеются сведения, что облако от взрыва накрыло территорию 11 населённых пунктов с общим населением 2 тыс. чел. Расчётные дозы облучения щитовидной железы у тех, кто проживал на наиболее загрязнённых территориях, только за первые полтора года после взрыва составили более 14 бэр (при предельном уровне облучения 0,5 бэр в год или 5 бэр за 50 лет).
Уровень гамма-излучения в навале вокруг воронки к концу первых суток после взрыва составил 30 рентген/час, через 10 дней — 1 рентген/час. Уровень загрязнения на дне кратера, замеренный 26 марта 1965 года, то есть через 2 месяца после взрыва, составлял от 150 до 400 миллирентген/час и был почти в 2 раза ниже, чем по краям воронки — основная часть радиоактивных продуктов взрыва концентрировалась в поверхностном слое навала. (Около 20 % радиоактивных продуктов взрыва попало в атмосферу, 30-40 % — в навал.)
Весной 1965 года русло реки Чаган соединили с воронкой каналом, который построили с помощью обычных химических взрывов и землеройной техники (кабины бульдозеров, производивших работы, были защищены свинцовыми листами толщиной до 5 мм).
Всего в загрязнённой зоне работало 182 человека, но существует мнение, что работников было около 300 человек.
Заместитель министра здравоохранения СССР установил для них планируемую аварийную дозу в 30 рентген (при норме 5 рентген в год).
По официальным данным, из этих 182 человек 121 получил дозу до 3 рентген, 37 — от 3 до 5 рентген, 24 — от 5 до 9 рентген.
Считается, что никто из работников не получил дозу свыше 9 рентген.
По опубликованным воспоминаниям практически все участники работ после работы на объекте страдали хроническими заболеваниями.
Через 35 лет после взрыва уровень ионизирующего излучения на берегу озера составлял 8 мР/ч.

## Озеро Чаган

Озеро Чаган

Весеннее половодье заполнило воронку взрыва, и в результате был образован искусственный водоём общей ёмкостью 17-20 млн м³ — Чаганское озеро (Атом-Коль (Атомное озеро), также известно как озеро Балапан), состоящее из двух резервуаров. Внешний резервуар (площадь зеркала 3,5 км², объём 10 млн м³) представляет собой часть русла р. Чаган и соединён узким каналом с внутренним резервуаром (площадь зеркала 0,14 км², объём 7 млн м³) — собственно воронкой, имеющей гладкое стекловидное дно. В 1966 году в левобережной части навала установили каменно-земляную плотину с водопропускными сооружениями. Считается, что министр среднего машиностроения Ефим Славский был первым человеком, искупавшимся в кратере взрыва.
В советстком документальном фильме про создание «атомного озера» диктор сообщил, что через 50 дней после взрыва радиационный фон на его берегах снизился до безопасных значений. В том же фильме говорится, что последующие пробы показали, что вода в нём безопасна для человека и пригодна для полива сельскохозяйственных земель и водопоя животных.
В 1966 году газета «Известия» писала:

…В результате было создано прекрасное озеро Чаган с чистой прозрачной водой. Местность преобразилась. На берегу мы находили большие прозрачные кристаллы гипса, которые были вскрыты взрывом.

…Произошло событие, которое так долго ждали. Стояла обычная для этих мест жара. Люди изнывали. Правда, на берегу было чуть прохладнее, но как манила эта безмятежная водная гладь! Поистине, близок локоть, да не укусишь… Пока. Наконец медики дали «добро», и все обитатели посёлка побежали на пляж. Купались долго, от души…
В своей книге «Я — ястреб» академик РАН В. Н. Михайлов пишет:

Диаметр воронки был около пятисот метров, глубина — сто метров, а высота навала грунта бруствера достигала сорока метров. Это был первый наш ядерный взрыв в мирных целях для образования ёмкости запасов пресной воды. Взрыв был проведён в русле речушки Чаган, которая летом обычно пересыхает. Считали, что весною, когда идёт активное таяние снега, воронка заполнится водой, которой хватит на всё засушливое в этих местах лето для водопоя животных соседних совхозов. Так и случилось: весною воронка заполнилась водой, а перед бруствером образовалось большое озеро глубиной один-два метра, залив около двух квадратных километров степной площади. Правда, эта заливная площадь летом высохла, а из искусственной воронки водопоя не получилось из-за сравнительно большой в ней радиации. Так и стоит сегодня это озеро, наводя ужас на жителей соседних деревень. А речка Чаганка нашла себе новое русло и течёт весною, как сотни — тысячи лет тому назад, огибая творение рук человеческих.

На следующий год после взрыва, весною, мы приехали порыбачить в заливных водах, да и посмотреть на наше чудо. А чудо-озеро произвело жуткое впечатление, причём не радиацией, которая была ещё достаточно большой на бруствере озера, а чернотой водной глади и безжизненно угрюмым навалом грунта вокруг него — вывернутых наизнанку глыб внутренностей земли. Мы расположились у заливного озера, наловили бреднем линей, сварили уху и ещё долго смотрели на Атом-Куль, как называют местные жители Атомное озеро. Нет, не дело это: если и может быть мирное применение ядерных взрывов, то только не в обжитых местах.— В. Н. Михайлов. «Я — ястреб», глава 2: «Семипалатинский ядерный полигон». Дата обращения: 3 октября 2007. Архивировано из оригинала 1 июля 2010 года.

### Биологические эксперименты
С конца 60-х годов опытная биологическая станция на Атом-Коле провела ряд экспериментов по исследованию воздействия остаточной радиации на живые организмы. На протяжении нескольких лет в озеро было заселено 36 видов рыб (в том числе даже амазонские пираньи), 27 видов моллюсков, 32 вида амфибий, 11 видов пресмыкающихся, 8 видов млекопитающих, 42 вида беспозвоночных и почти 150 видов растений, в том числе водорослей. Почти все эти виды были нехарактерны для местной фауны, и 90 % организмов погибло. У оставшихся в живых было отмечено аномальное количество мутаций и изменение внешнего вида у потомства. В 1974 году опытную станцию закрыли.

### Современное положение
В настоящее время Казахстан внёс Чаган в список местностей, особо сильно пострадавших от ядерных испытаний. Уровень радиации вокруг озера (создаваемый в основном радиоактивными изотопами кобальт-60, цезий-137, европий-152 и европий-154) достигает (2000 год) 2—3, в некоторых местах — до 8 миллирентген/час (естественный фон — 15-30 микрорентген/час). Радиоактивное загрязнение воды озера на конец 90-х гг. оценивалось в 300 пикокюри/литр (предельно допустимый уровень загрязнения воды по суммарной радиоактивности альфа-частиц составляет 15 пикокюри/литр). До сих пор озеро используется для водопоя скота.
С начала 1990-х в 20 километрах от места проведения взрыва разрабатывается угольный разрез «Каражыра», продукция которого поставляется на электростанции и предприятия России, Казахстана и Киргизии.

## Фотография
Фотография взрыва «Шаган» была ошибочно использована в качестве иллюстрации первого ядерного испытания СССР в двух зарубежных книгах, изданных в США в 90-х годах. В книге David Holloway, Stalin and the Bomb: The Soviet Union and Atomic Energy 1939—1956, Yale University Press, 1994 и Richard Rhodes, Dark Sun: The Making Of Hydrogen Bomb, Simon & Schuster, 1996. В них перевёрнутая фотография взрыва «Шаган» подписана как взрыв Joe-1, он же First Lightning test (так обозначается в англоязычной литературе первый испытательный взрыв советского ядерного устройства РДС-1), проведённый в 1949 году. Однако на фотографии ясно видно, что это подземный ядерный взрыв, на что указывают большие массы выбрасываемого грунта, тогда как РДС-1 являлся ядерным зарядом, установленным на башне в нескольких метрах над землёй. Ошибку в книгах обнаружил Andy Gillette, он же нашёл верный (не перевёрнутый) снимок, атрибутированный как снимок взрыва «Шаган».
Сайт Семипалатинского ядерного полигона указывает на то, что эта фотография также ошибочно идентифицируется как снимок «Испытания 1004», хотя от последнего «Собаку» можно отличить по отсутствию снежного покрова. Таким образом, эта фотография не является снимком ни взрыва РДС-1, ни «Испытания 1004». Дата и точное место взрыва «Собака» неизвестны.

## Комментарии
1. ↑  книга переведена на русский язык: Холловэй Д.. Сталин и бомба: Советский Союз и атомная энергия: 1939—1956 гг. / Пер. с англ. Б. Б. Дьякова и В. Я. Френкеля. — 1997. — ISBN 5-87550-067-0. [14]